# Кюсть-Кемда
Кюсть-Кемда́ (рос. Кюсть-Кемда) — село у складі Каларського округу Забайкальського краю, Росія.

## Населення
Населення — 216 осіб (2010; 281 у 2002).
Національний склад (станом на 2002 рік):
- росіяни — 63 %